# Маньяк (фильм, 2012)
«Маньяк» (англ. Maniac) — психологический слэшер режиссёра Франка Кальфуна и сценариста/продюсера Александра Ажа, ремейк одноимённого фильма 1980 года. В главной роли — Элайджа Вуд.

## Сюжет
Фрэнк Зито — тихий владелец мастерской по реставрации манекенов. Его мать была проституткой, и это выработало у Фрэнка психологическую травму, из-за которой он не может вступать с женщинами в нормальные отношения. Вместо влечения к любой красивой девушке под влиянием сексуальных импульсов он начинает испытывать жажду убийства. Поэтому по ночам Фрэнк охотится на девушек и снимает с них скальпы, которые потом вешает на манекены в своей спальне.
Но однажды его жизнь меняется, когда в ней появляется молодая фотохудожница Анна Д’Антони, которой нужна его помощь в проведении выставки. При встрече с ней Фрэнк не испытывает той жестокой тяги, которую ощущает к остальным женщинам, и через некоторое время понимает, что влюбился в неё. Это делает его более неуравновешенным, и он начинает принимать успокоительные, поскольку не хочет на ней срываться. Хотя один раз ему не удаётся сдержаться, и в итоге он убивает девушку, которую видел в метро.
Однако у Анны уже есть парень, Джейсон, который при первой же встрече проникся презрением к Фрэнку. А её арт-директор Рита в состоянии алкогольного опьянения попыталась соблазнить Фрэнка. Он реагирует равнодушно, в результате она обвиняет его в гомосексуализме и издевается над его страстью к манекенам. Фрэнк впадает в ярость и делает её своей очередной жертвой. При этом перед убийством он почему-то обращается к Рите со словами, адресованными его матери.
На следующий день Фрэнк звонит Анне, и приходит к ней с утешением: она чувствует себя виноватой за смерть Риты и недавно поругалась с Джейсоном. Фрэнк успокаивает её и даже почти соблазняет, но неожиданно умудряется при этом проболтаться, что знает, где жила Рита. Анна понимает, что Фрэнк и есть убийца, и пытается убежать, в процессе порезав ему ладонь. Сосед Анны, Мартин, прибывает к ней на помощь, но Фрэнк убивает его в процессе драки. Фрэнк добирается до Анны и лишает её сознания.
Он привозит её к себе в своём грузовике, но она неожиданно просыпается и ранит Фрэнка в живот деталью от манекена. Она просит остановиться проезжавшего мимо человека и уже было уезжает, но тут водитель не справляется с управлением, и машина врезается в дом. Анна выпадает из лобового стекла, и Фрэнк подбегает к ней. Он признаётся ей в любви и, понимая что она не выживет, скальпирует её. Он возвращается домой и надевает этот скальп на манекен в подвенечном платье. Затем надевает манекену на палец обручальное кольцо. Фрэнк решает уединиться с манекеном Анны, но тут перед ним возникают образы всех убитых им женщин. Они начинают буквально разрывать его на куски. В последние мгновения жизни Фрэнк видит перед глазами живую Анну в подвенечном платье, которая разворачивается и уходит. Жертвы Фрэнка разрывают ему лицо, и вместо черепа под ним оказывается лицо манекена.
В конце показывают уже реальный мир: в мастерскую входят спецназовцы, которые находят мёртвого, окровавленного Фрэнка и его коллекцию скальпов.

## В ролях
| Актёр                | Роль                       |
| -------------------- | -------------------------- |
| Элайджа Вуд          | Фрэнк Зито                 |
| Нора Арнезедер       | Анна Д'Антони              |
| Лиэн Балабан         | Джуди                      |
| Америка Оливо        | Анджела Зито (мать Фрэнка) |
| Жан Броберг          | Рита                       |
| Морган Слемп         | Дженна                     |
| Сэл Ланди            | детектив                   |
| Женевьева Александра | Джессика                   |
| Сэмми Ротиби         | Джейсон                    |
| Меган М. Даффи       | Люси                       |

## Фестивали и награды
- 2012 — Chicago International Film Festival — номинация на лучший фильм ужасов
- 2012 — Neuchâtel International Fantastic Film Festival — номинация на лучший фильм ужасов

## Саундтрек
Робин Кудер (Rob): Doll, Haunted, Double Trouble, Bells, Haunted Piano, Headache, Floor Light, Haunted Sequence, Slow Machine, Floor,
Maze, Headache City, Wedding Maze, Haunted (Alternate Version), Boum, Juno (Rob and Chloe Alper).

## Художественные особенности
За исключением нескольких моментов фильм снят с точки зрения главного героя, которого зритель видит на отражающих поверхностях.